# Подол (Беловский район)
Подол — хутор в Беловском районе Курской области. Входит в Беловский сельсовет.

## География
Хутор находится на реке Бобрава, в 89 км к юго-западу Курска, в 11 км к юго-востоку от районного центра и центра сельсовета — Белая.
Климат
Подол, как и весь район, расположен в поясе умеренно континентального климата с тёплым летом и относительно тёплой зимой (Dfb в классификации Кёппена).

## Население
| 2002 | 2010 |
| ---- | ---- |
| 70   | ↘28  |

## Инфраструктура
Личное подсобное хозяйство. В хуторе 21 дом.

## Транспорт
Подол находится в 20 км от автодороги регионального значения 38К-028 (Обоянь — Суджа), в 10,5 км от 38К-029 (38К-028 — Белая), в 11 км от автодороги межмуниципального значения 38Н-010 (Белая — Кривицкие Буды), на автодороге 38Н-428 (Лошаковка — Пенский — Подол), в 10 км от ближайшего ж/д остановочного пункта 94 км (линия Льгов I — Подкосылев).